# 허정 (영화 감독)

허정(1981년 ~ )은 대한민국의 영화 감독, 각본가이다. 손현주 주연의 2013년 제작된 저예산 호러 스릴러 영화 숨바꼭질로 감독 데뷔했으며 5,600,000명의 관객수를 기록하며 2013년 대히트를 쳤다.

## 참여 작품
- 숨바꼭질 (2013년 영화)
- 장산범